# Josef Hanák (fotbalista)
Josef Hanák (* 17. září 1957) je bývalý český fotbalista, útočník.

## Fotbalová kariéra
V československé lize hrál za Spartak Hradec Králové a Spartu Praha. nastoupil ve 36 ligových utkáních a dal 8 gólů. V nižších soutěžích hrál i za VTJ Slaný, LIAZ Jablonec a VTŽ Chomutov.

## Ligová bilance
| Ročník                                     | Zápasy | Góly | Klub                       |
| ------------------------------------------ | ------ | ---- | -------------------------- |
| Česká národní fotbalová liga 1978/1979     | -      | -    | Spartak Hradec Králové     |
| Česká národní fotbalová liga 1979/1980     | -      | -    | Spartak Hradec Králové     |
| 1. československá fotbalová liga 1980/1981 | 20     | 6    | Spartak Hradec Králové     |
| Česká národní fotbalová liga 1981/1982     | 23     | 9    | Spartak Hradec Králové     |
| 1. československá fotbalová liga 1982/1983 | 16     | 2    | Sparta Praha               |
| Česká národní fotbalová liga 1983/1984     | 2      | 1    | TJ LIAZ Jablonec nad Nisou |
| Česká národní fotbalová liga 1983/1984     | 6      | 2    | TJ VTŽ Chomutov            |
| Česká národní fotbalová liga 1984/1985     | 13     | 1    | TJ VTŽ Chomutov            |
| CELKEM 1. liga                             | 36     | 8    |                            |